# 拉惹查丽苏菲亚
拉惹查丽苏菲亚·苏丹依德利斯沙（1959年8月14日—）是现任马来西亚最高元首后和柔佛州苏丹后。她是霹雳州王室成员。在牛津大学萨默维尔学院留学时嫁给时任柔佛王储东姑依布拉欣。两人婚后育有六子，五男一女。

## 早年
拉惹查丽苏菲亚于1959年8月14日出生在霹雳是霹雳苏丹苏丹依德利斯沙二世和苏丹后穆兹温的第三个孩子，第二个女儿。

## 婚姻
1982年9月22日，拉惹查丽苏菲亚嫁给时任柔佛王储东姑依布拉欣。
2010年1月23日，东姑依布拉欣继任柔佛苏丹，她由此成为柔佛苏丹后。2024年1月31日，随丈夫出任马来西亚最高元首后。

## 现在活动
拉惹查丽苏菲亚是现任马来西亚工艺大学校监、马来西亚红新月会皇家顾问、拉惹查丽苏菲亚基金会柔佛州主席和柔佛三王子癌症基金会主席。她也是马来西亚国立大学语言研究学院院士。